# شهرداری آپاچه
شهرداری آپاچه (به لاتین: Municipality of Apače) یک منطقهٔ مسکونی در اسلوونی است که در اسلوونی واقع شده‌است. شهرداری آپاچه ۵۳٫۵ کیلومتر مربع مساحت و ۳٬۶۱۱ نفر جمعیت دارد.